# Christoph Grienberger
Christoph (Christophorus) Grienberger (também variadamente Gruemberger, Bamberga, Bamberger, Banbergiera, Gamberger, Ghambergier, Granberger, Panberger; Hall in Tirol, 2 de julho de 1561 – 11 de março de 1636) foi um astrônomo jesuíta austríaco. A cratera lunar Gruemberger é denominada em sua memória.

## Biografia
Nascido em Hall in Tirol em 1580, associou-se aos jesuítas. Estudou em Praga e Viena, sucedendo subsequentemente seu tutor Cristóvão Clávio como professor de matemática do Colégio Romano em 1612.
Mas, antes disso, em 1599 leccionava na “Aula da Esfera”, no Reino de Portugal.
Grienberger foi sepultado em Roma.